# Хэмптон, Ким
Ким Мишель Хэмптон (англ. Kym Michelle Hampton; родилась 3 ноября 1962 года, Луисвилл, штат Кентукки, США) — американская профессиональная баскетболистка, выступавшая в женской национальной баскетбольной ассоциации. Была выбрана на драфте ВНБА 1997 года на первом этапе элитного раунда под общим четвёртым номером командой «Нью-Йорк Либерти». Играла на позиции тяжёлого форварда и центровой. По завершении спортивной карьеры стала актрисой и певицей.

## Ранние годы
Ким Хэмптон родилась 3 ноября 1962 года в городе Луисвилл (штат Кентукки), а училась она там же в средней школе Ироквой, в которой выступала за местную баскетбольную команду.